# Let the Sun Shine
Let the Sun Shine ist ein Lied des britischen Grime- und R&B-Sängers Labrinth. Es wurde erstmals am 24. September 2010 bei iTunes veröffentlicht und konnte in Irland, Schottland, dem Vereinigten Königreich die Charts erreichen. Es ist die Debütsingle Labrinths. Der Song ist in Labrinths Album Electronic Earth enthalten.

## Hintergründe
Nachdem Labrinth bereits mit Tinie Tempah zwei Top-10-Hits hatte, war Let the Sun Shine seine erste Single, bei der er selbst der Hauptkünstler war. Labrinth schrieb den Song, als er noch in jungem Alter war, er erzählte Digital Spy: „'Let The Sun Shine' was a baby picture for me. Usually my mum pulls them out once in a while and I get so embarrassed. Some of my older tracks are making it through to the album, but a lot of them make me hang my head in shame!"“
Am 24. September erzählte er The Sun über den Song: „My brother was sleeping in the bunk bed behind me and kept waking up saying, 'Keep it down, you're making too much noise.' At that time, I felt I was learning so much musically and it felt like the most perfect moment writing that track with the first rays of sun shining into the room. People listen to it and they say it sounds like a 'eureka!' moment and it was.“

## Musikvideo
Das Musikvideo zum Lied wurde nicht auf YouTube veröffentlicht, allerdings auf anderen Webseiten. Im Musikvideo sieht man Labrinth an verschiedenen Stellen stehen und singen. Sobald der Refrain beginnt, scheinen Sonnenstrahlen auf ihn. Am Ende des Videos sieht er auf den Boden. Auf YouTube wurde 2012 ein anderes Video zu Let the Sun Shine veröffentlicht, in dem man Labrinth das Lied live singen sieht.

## Kritiken
Das Lied bekam in der Regel positive Kritik. Robert Copsey von Digital Spy zum Beispiel meinte:

„[…]and with a chorus that fuses gospel, funk and R&B, it certainly feels worthy of a eureka moment. Oh, and as if we couldn't be any more impressed, apparently there’s even a "Cyndi Lauper-esque track" waiting on his album. Bring. It. On.“

und gab dem Lied vier von fünf möglichen Sternen.

## Kommerzieller Erfolg

### Chartplatzierungen
Im Vereinigten Königreich konnte die Single bis auf Platz drei der Charts vorrücken. Insgesamt konnte sie dort auch 12 Wochen bleiben. Auch in Schottland konnte die Single Platz drei der Charts erreichen. Auch die irischen Charts konnten erreicht werden, allerdings nur Platz 32.
| ChartsChartplatzierungen     | Höchstplatzierung | Wochen |
| ---------------------------- | ----------------- | ------ |
| Vereinigtes Königreich (OCC) | 3 (16 Wo.)        | 16     |

| ChartsJahrescharts (2010)    | Platzierung |
| ---------------------------- | ----------- |
| Vereinigtes Königreich (OCC) | 83          |

### Auszeichnungen für Musikverkäufe
| Land/Region                  | Auszeichnungen für Musikverkäufe (Land/Region, Auszeichnung, Verkäufe) | Verkäufe |
| ---------------------------- | ---------------------------------------------------------------------- | -------- |
| Vereinigtes Königreich (BPI) | Platin                                                                 | 600.000  |
| Insgesamt                    | 1× Platin ·                                                            | 600.000  |